# Galeria d'Art de Nova Gal·les del Sud
La Galeria d'Art de Nova Gal·les del Sud (en anglès: Art Gallery of New South Wales) és un museu situat a Sydney, Austràlia. És la galeria pública més gran de Sydney i la quarta més gran d'Austràlia. L'accés a l'espai d'exposició general és gratuït. Inclou obres d'art australià (colonial a contemporani), europeu i asiàtic.

## Història

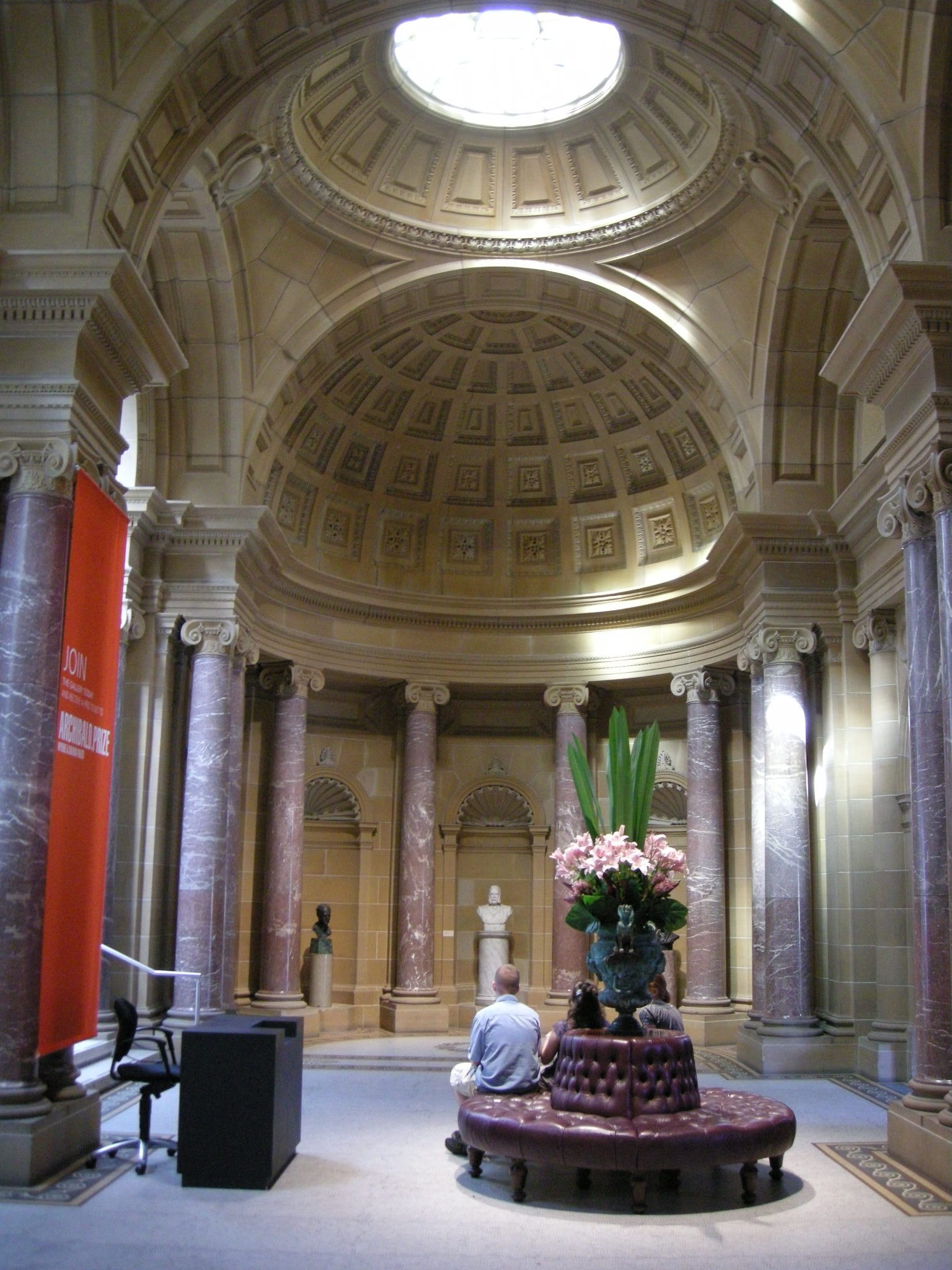
La rotonda.

Al segle xix, Sydney triga a establir una important galeria d'art. L'impuls es va produir durant la dècada de 1870, quan les turbulències polítiques a Europa van despertar l'interès per Austràsia per la idea de convertir-se en un nou conservador de la civilització occidental. El 1870 es va fundar una acadèmia d'art; una col·lecció d'art es va traslladar a la ubicació actual de la Galeria d'Art de Nova Gal·les del Sud el 1885; i la construcció de l'actual edifici va començar el 1896, per tal de reflectir l'ideal del segle xix d'un “temple clàssic de l'art”.
La galeria acull el premi d'art més prestigiós d'Austràlia: el premi Archibald pel retrat. Aquest premi d'art es va instituir el 1921.

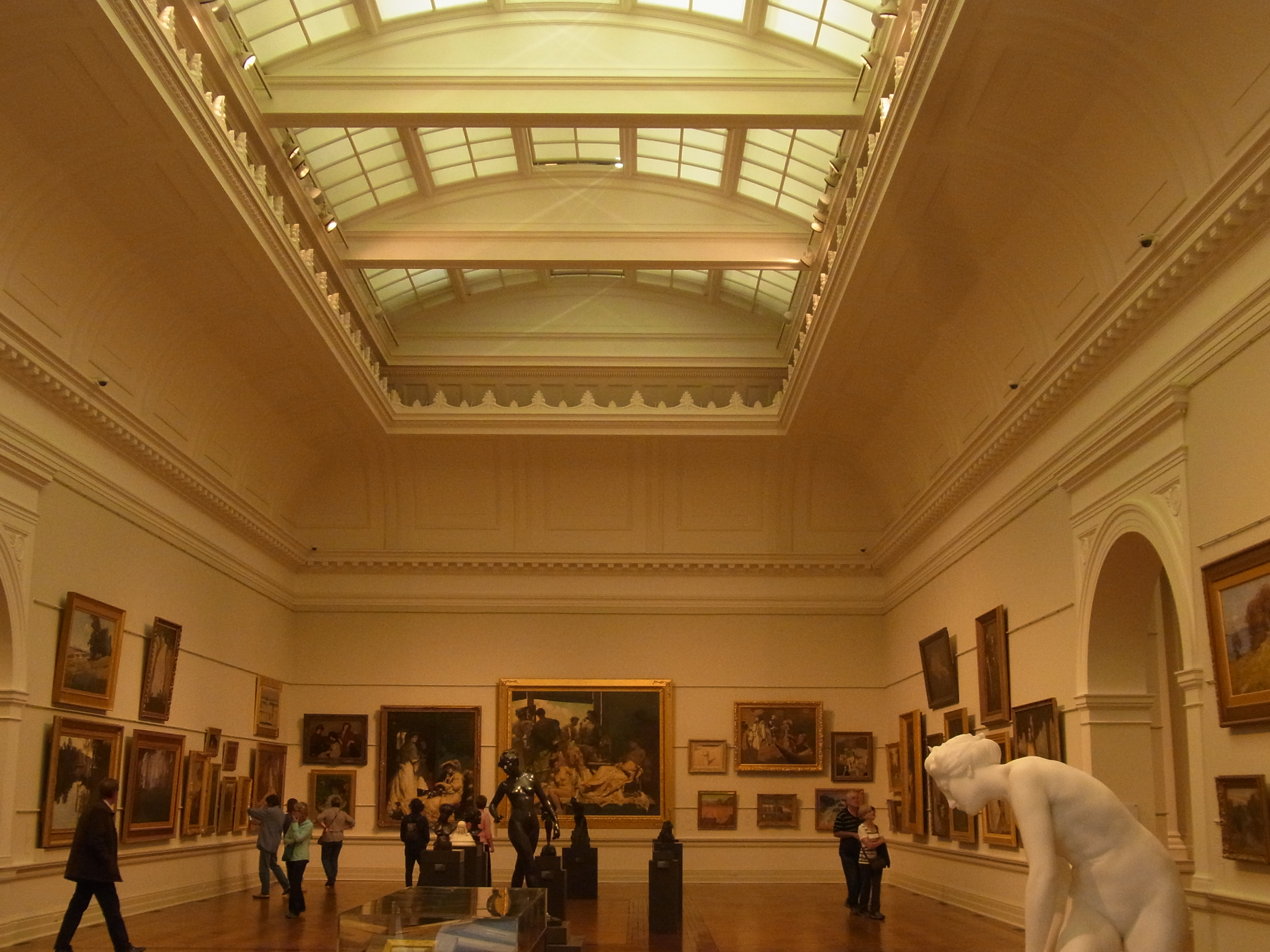
El Vell Tribunal.

## Col·lecció museística
La col·lecció de la galeria inclou l'obra d'artistes locals famosos: Lloyd Rees, Brett Whiteley i Grace Cossington Smith. També exhibeix les pintures australianes més emblemàtiques de l'Escola de Heidelberg, però també exemples d'art aborigen australià i una rica gamma d'antiguitats i artefactes del sud-est asiàtic i de l'Extrem Orient.
A més dels noms esmentats anteriorment, el museu exhibeix pintures dels australians Arthur Streeton, Tom Roberts, Frederick McCubbin, John Glover, Eugene von Guerard, John Peter Russell, David Davies, Charles Conder, William Piguenit, E. Phillips Fox, Sydney Long, George W. Lambert, Hugh Ramsay, Rupert Bunny, Grace Cossington Smith, Roland Wakelin, Margaret Preston, Mitjili Napurrula, Gabriella Possum Nungurrayi, William Dobell, Sidney Nolan, Russell Drysdale, James Gleeson, Arthur Boyd, Lloyd Rees, John Olsen, Fred Williams, Brett Whiteley i Imants Tillers.
La col·lecció d'art europea conté obres de totes les èpoques, des de l'edat mitjana, passant per Peter Paul Rubens o Pablo Picasso, fins a l'art pop americà. Té escultures (Auguste Rodin, Alberto Giacometti, Henry Moore…) i una àmplia gamma de pintures signades, en particular Bartolomeo di Giovanni, Nicolò dell'Abbate Bronzino, Bernardo Strozzi, Jacob van Ruisdael, Claude Lorrain, William Hogarth, Nicolas de Largillière, Jean-Marc Nattier, Canaletto, Giandomenico Tiepolo, Benjamin West, John Constable, Eugène Delacroix, Alphonse de Neuville, Évariste-Vital Luminais, Édouard Detaille, Charles Conder, Jean Le Moal, Ford Madox Brown, Eugène Boudin, Claude Monet, Camille Pissarro, Vincent van Gogh, Edward Burne-Jones, Henri Fantin-Latour, James Tissot, Pierre Bonnard, Jules Pascin, Georges Braque, Ernst Ludwig Kirchner i Giorgio Morandi.
La Galeria d'Art de Nova Gal·les del Sud encara fa importants adquisicions. El 2008, per exemple, compra la vora del Marne, una pintura de Paul Cézanne per 16,2 milions Es tracta de la suma més elevada que ha pagat la institució per l'adquisició d'un objecte d'art.

## Premis
El premi Archibald, el premi Sulman, el premi Wynne i el premi Dobell, entre d'altres.

## Galeria

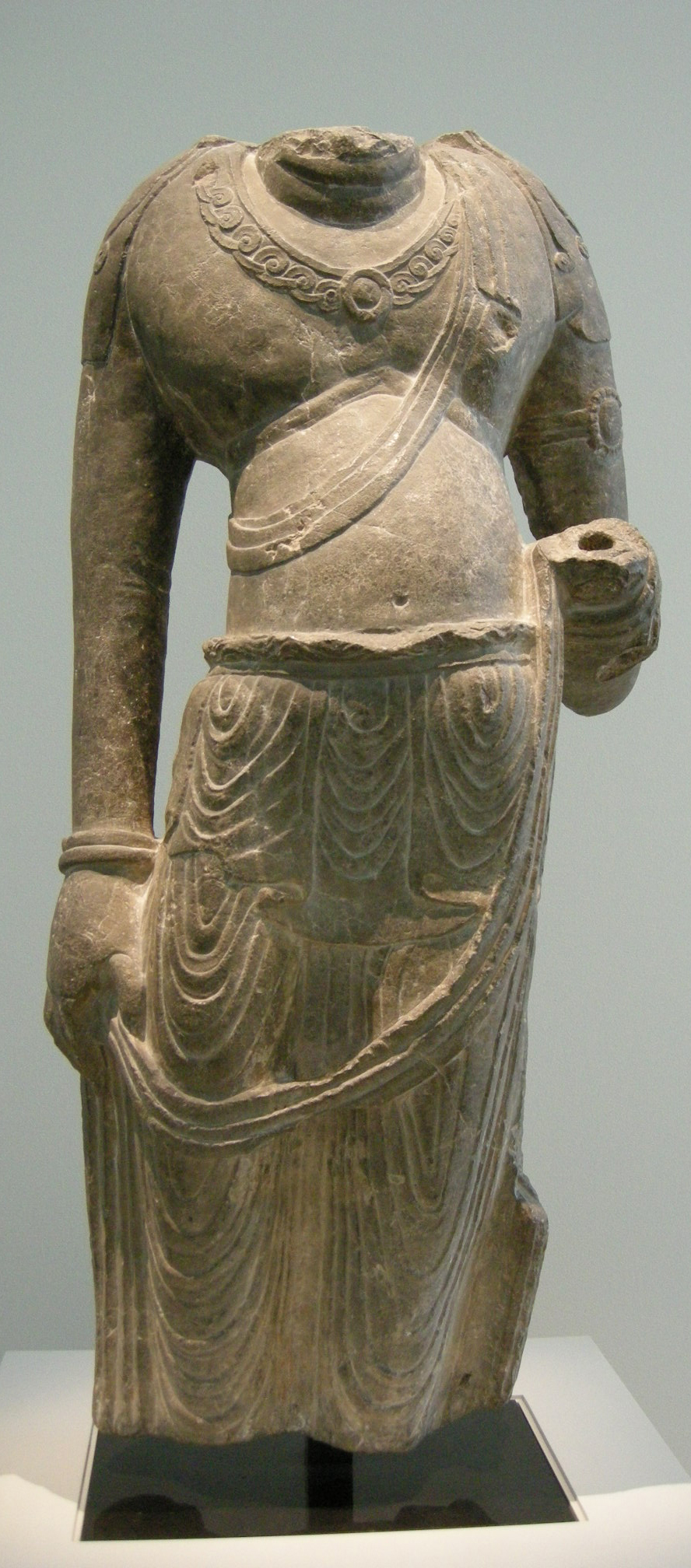
Estàtua de Bodhisattva, (dinastia Tang, segle VIII)
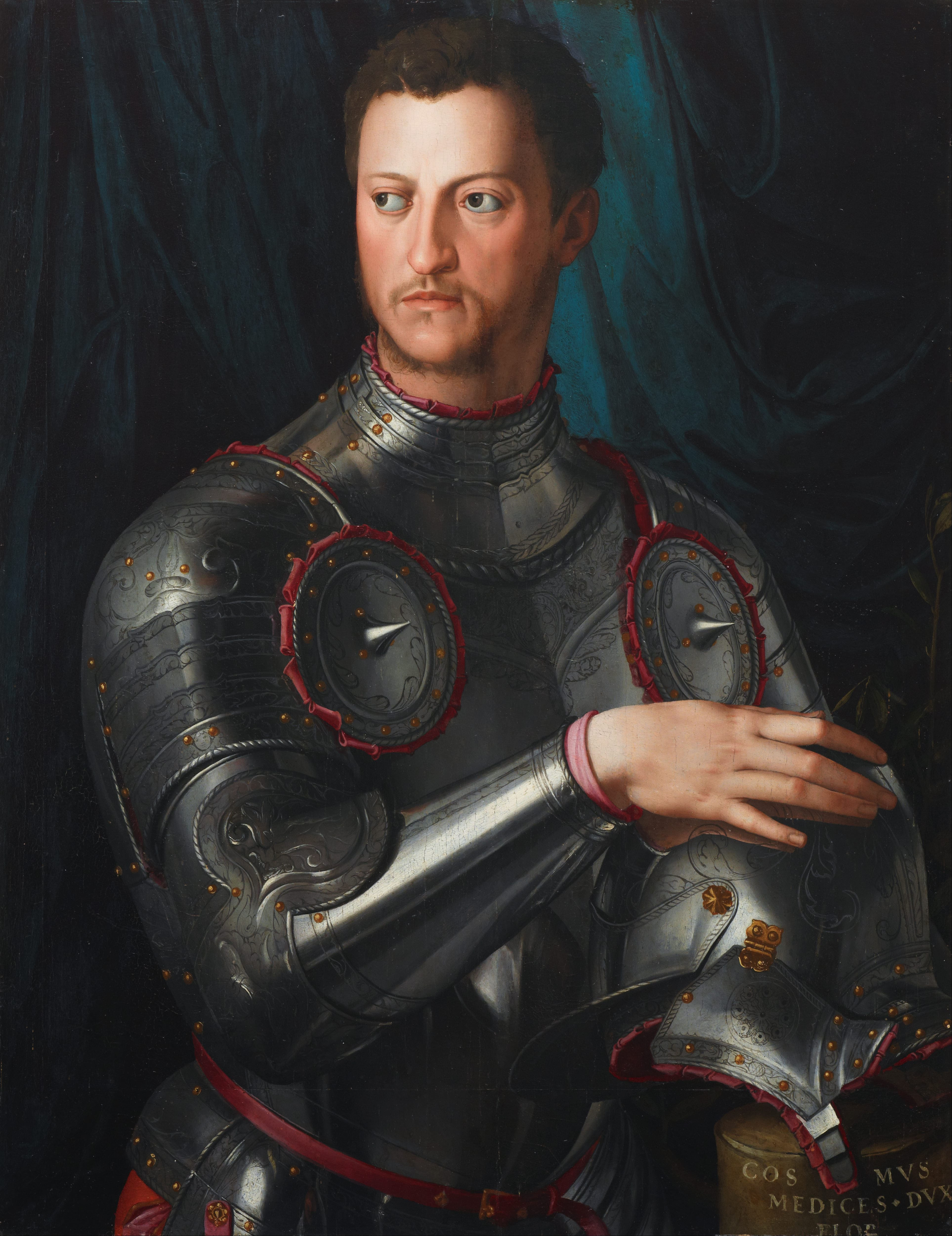
Agnolo di Cosimo di Mariano, anomenat Bronzino, Cosme Ier de Toscana amb armadura (vers 1545)
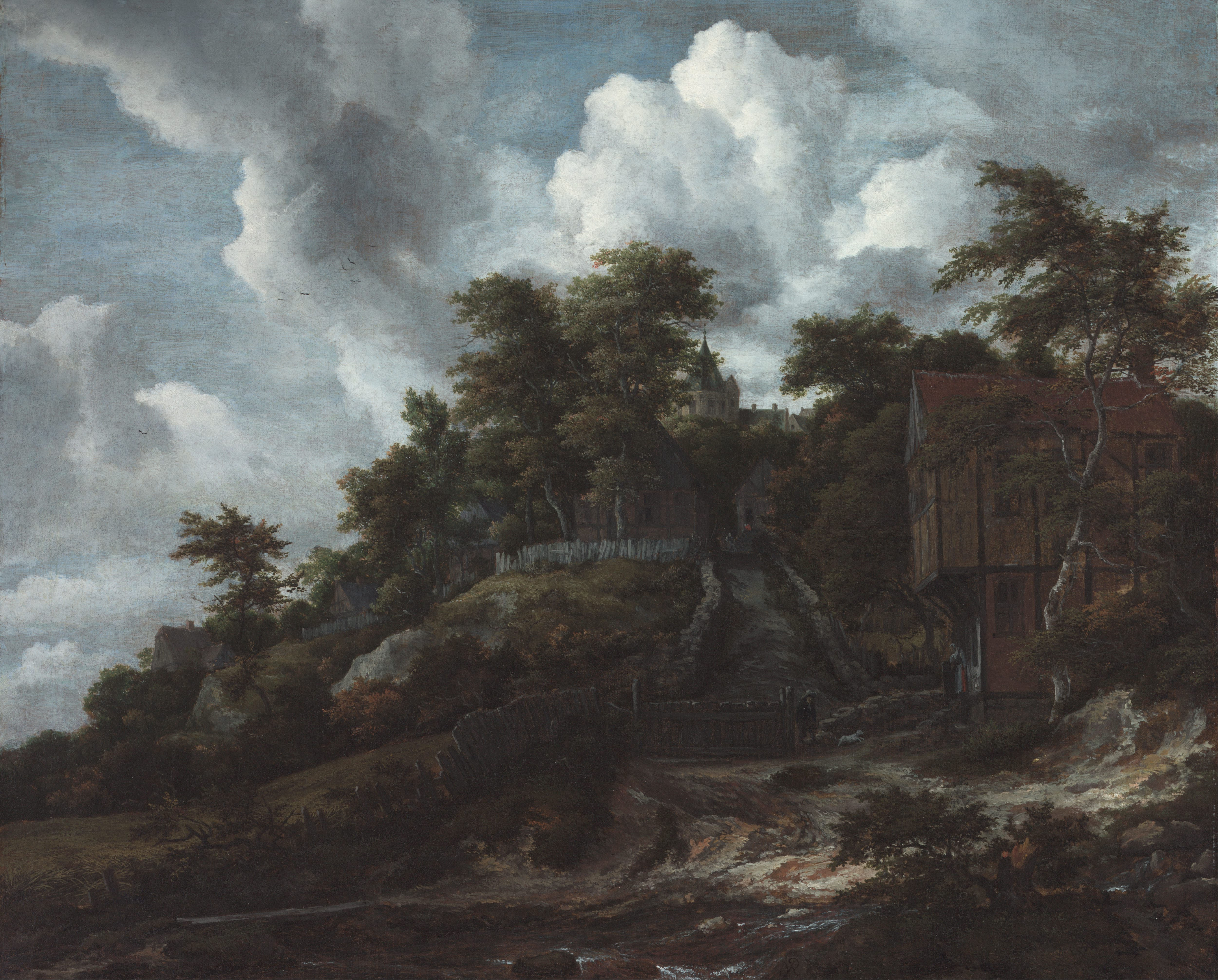
Jacob van Ruisdael, Turó boscós amb vistes al castell de Bentheim (1655-1660)
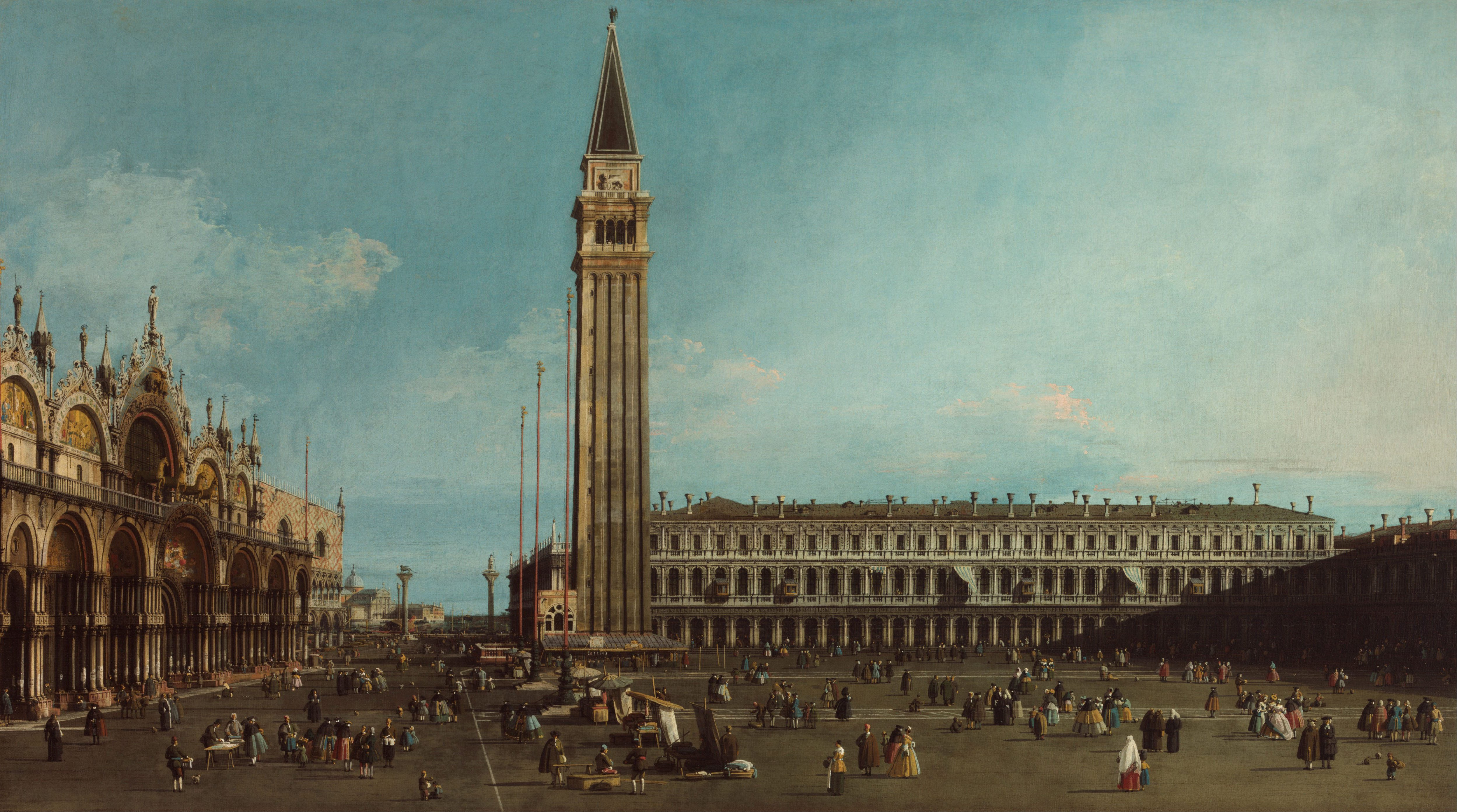
Canaletto, La Plaça Sant Marc a Venècia (1742-1746)
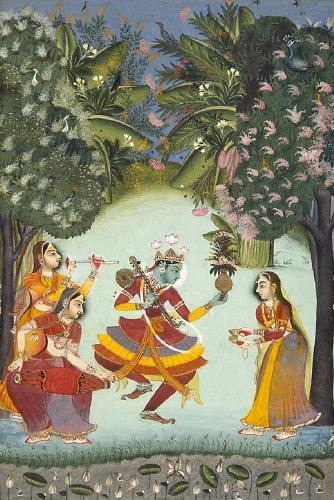
Vasant Ragini, Ragamala, Rajput (1770)
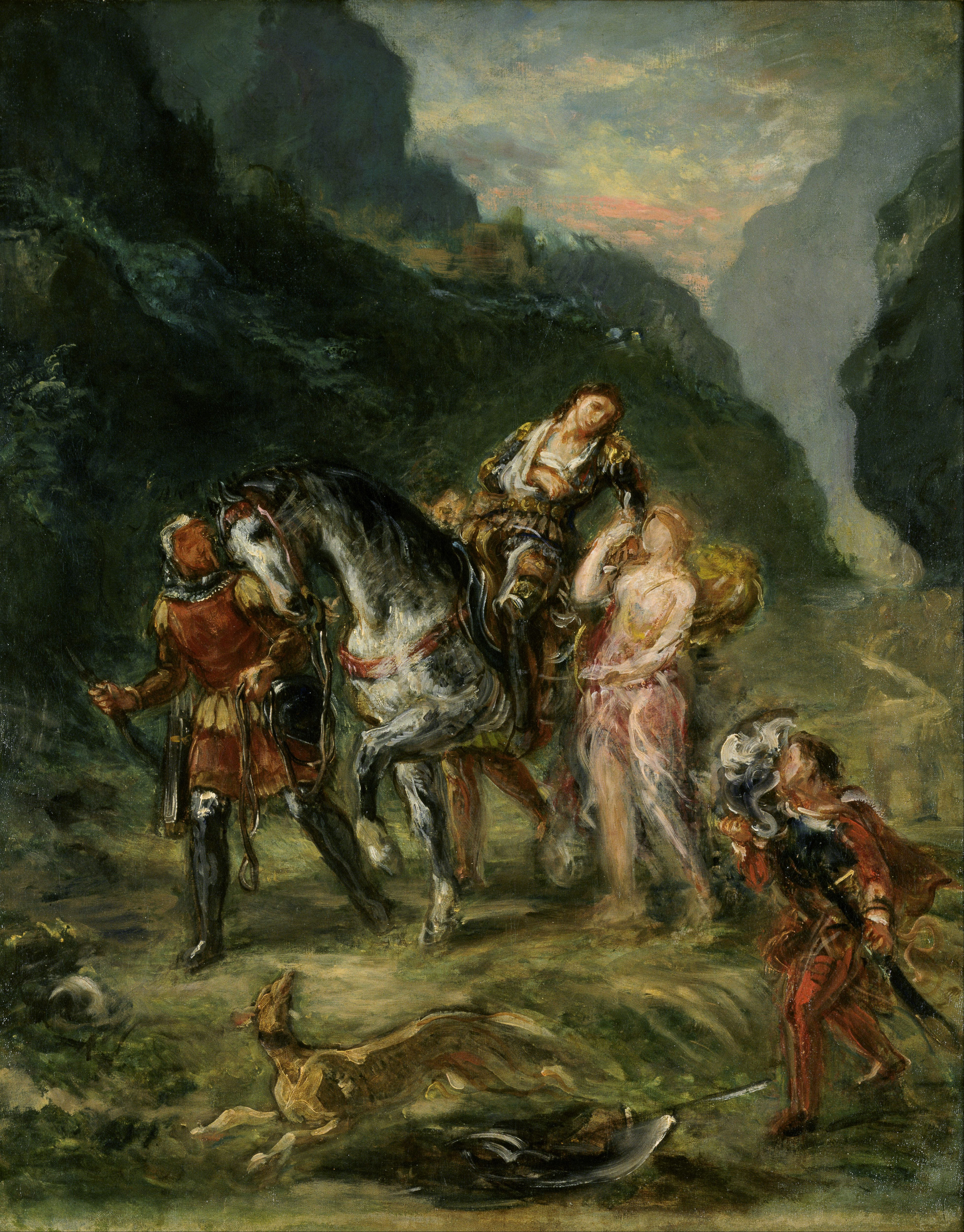
Eugène Delacroix, Angélique et Médor blessé (vers 1860)
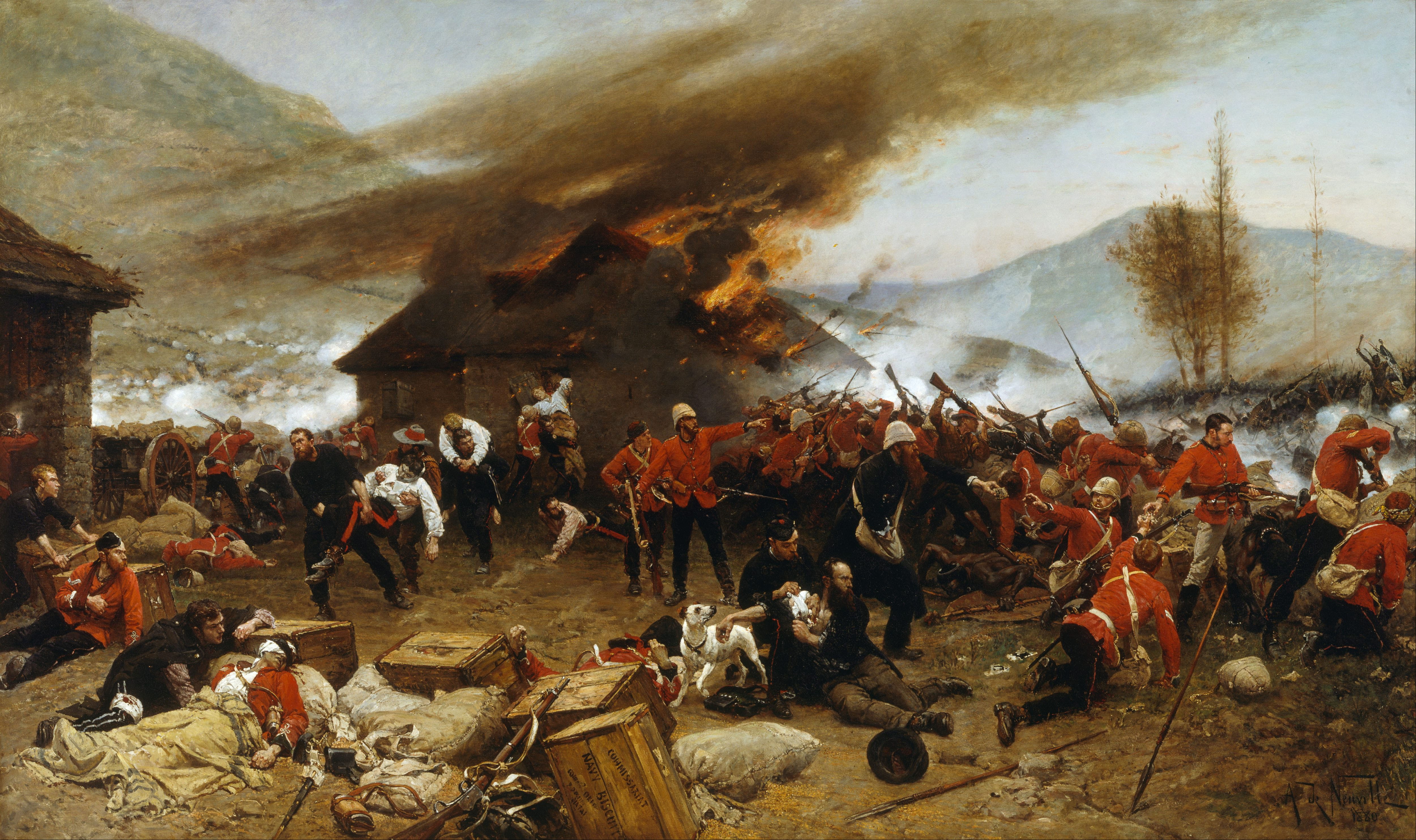
Alphonse de Neuville, La Défense de Rorke's Drift (1880)
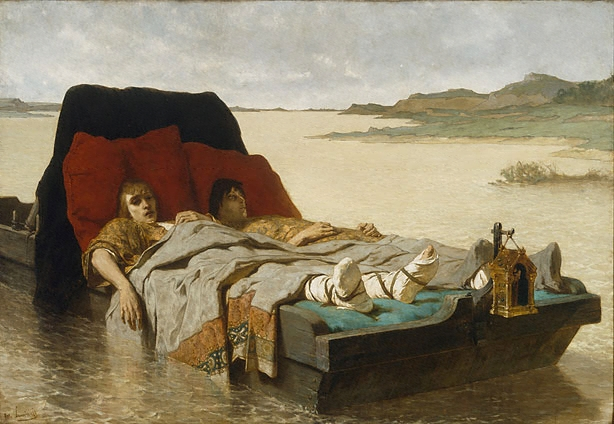
Évariste-Vital Luminais Les Fils de Clovis II (1880)
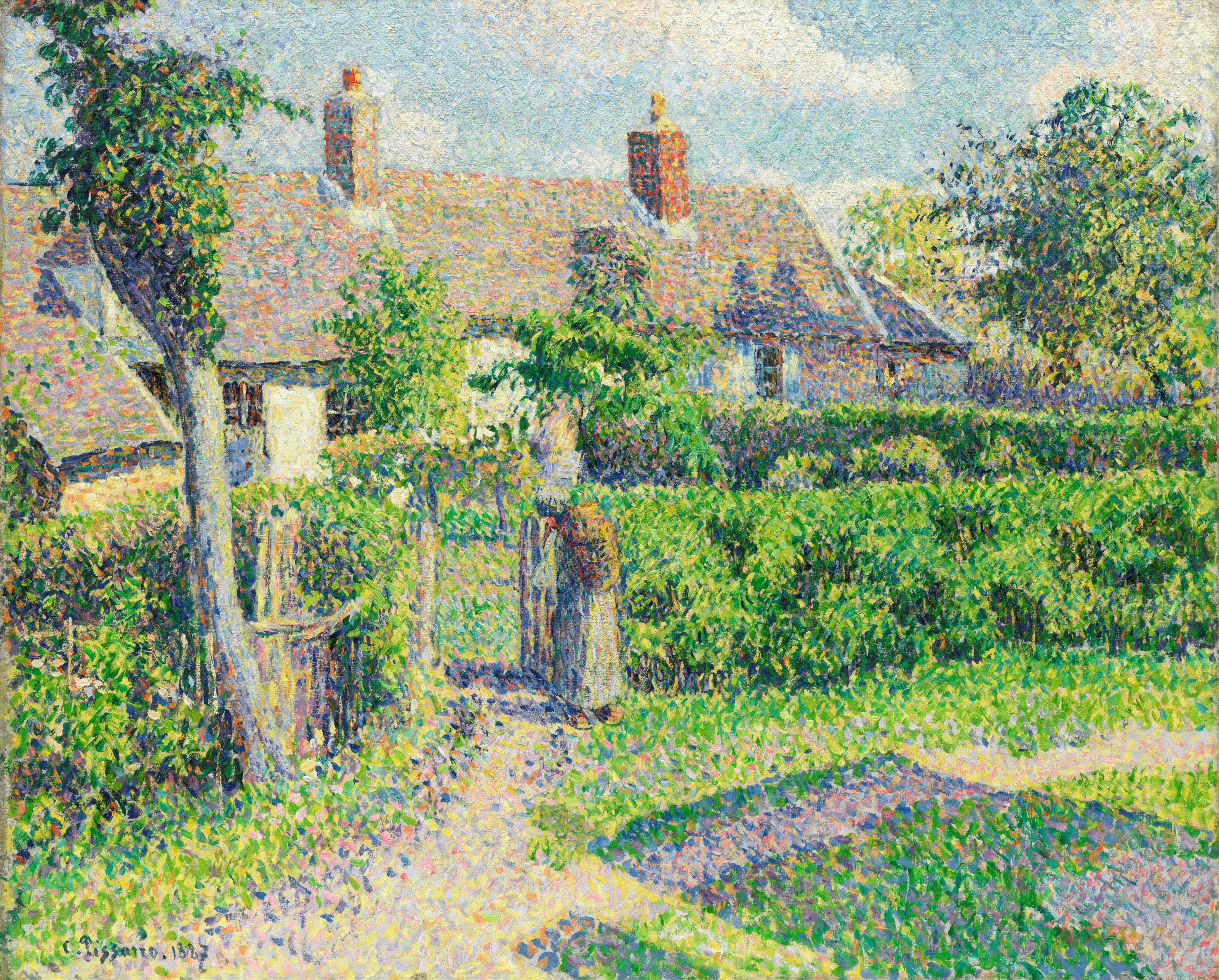
Camille Pissarro, Maison de paysans à Éragny (1887)
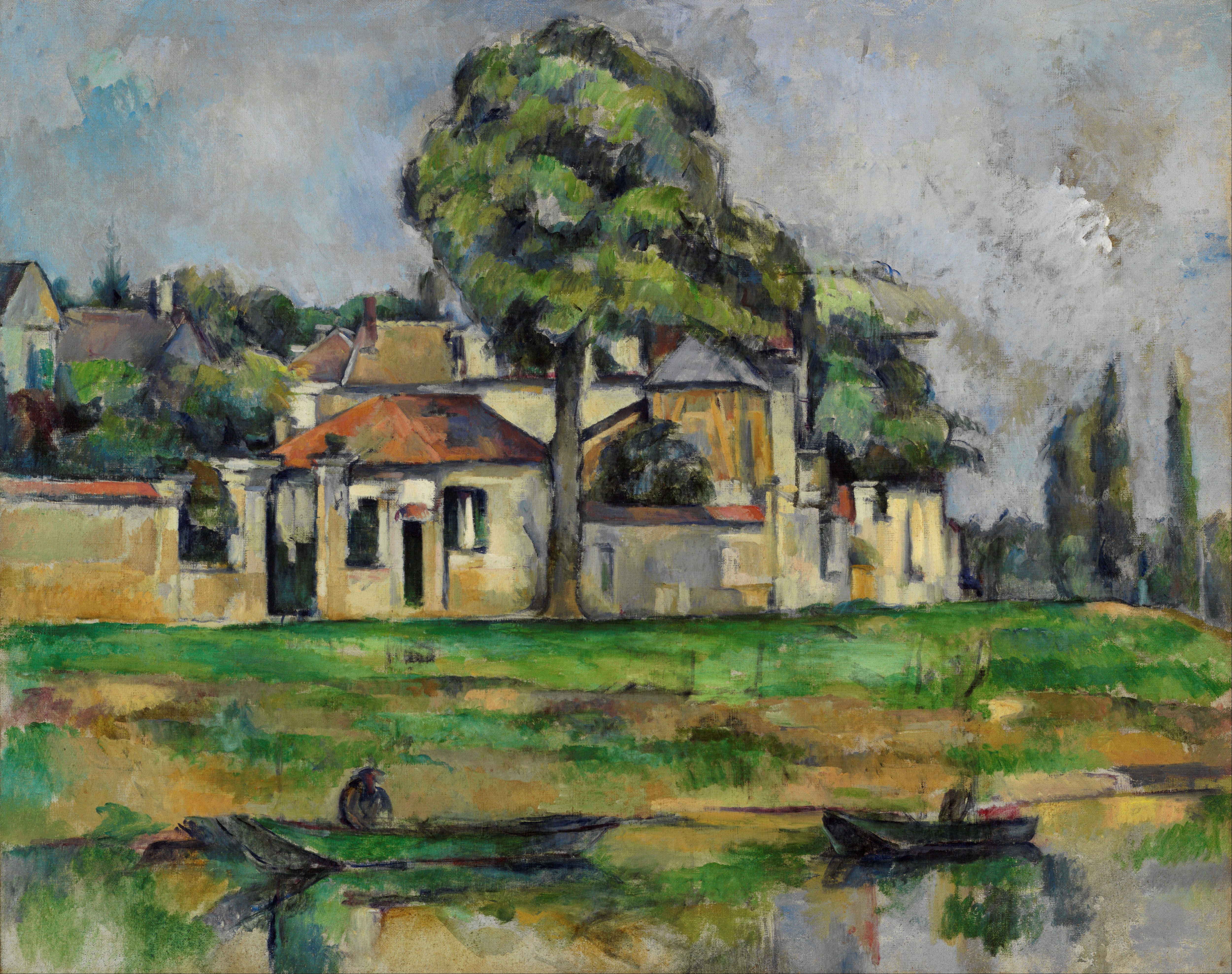
Paul Cézanne, Bords de la Marne (vers 1888)
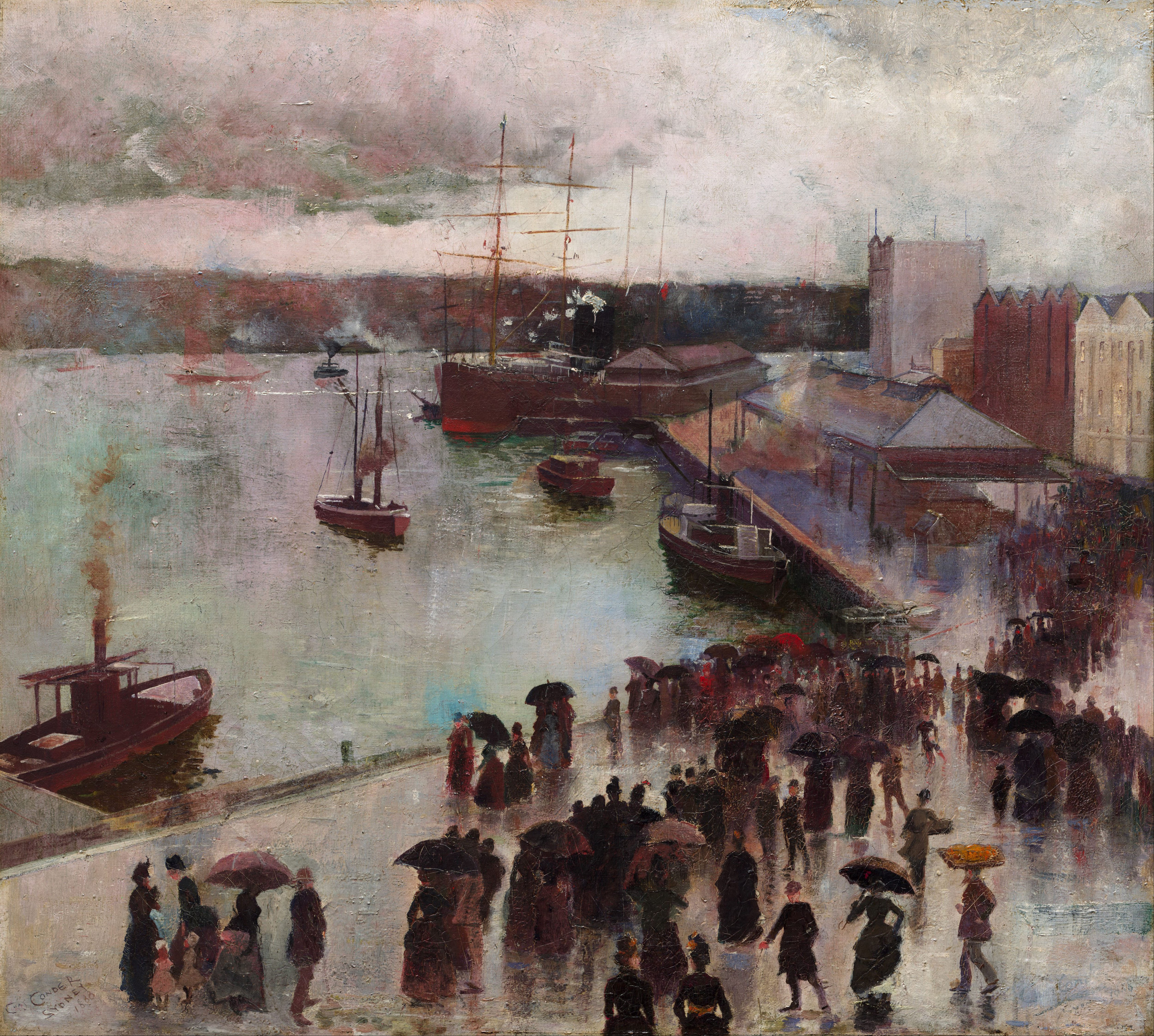
Charles Conder, Departure of the Orient - Circular Quay (1888)
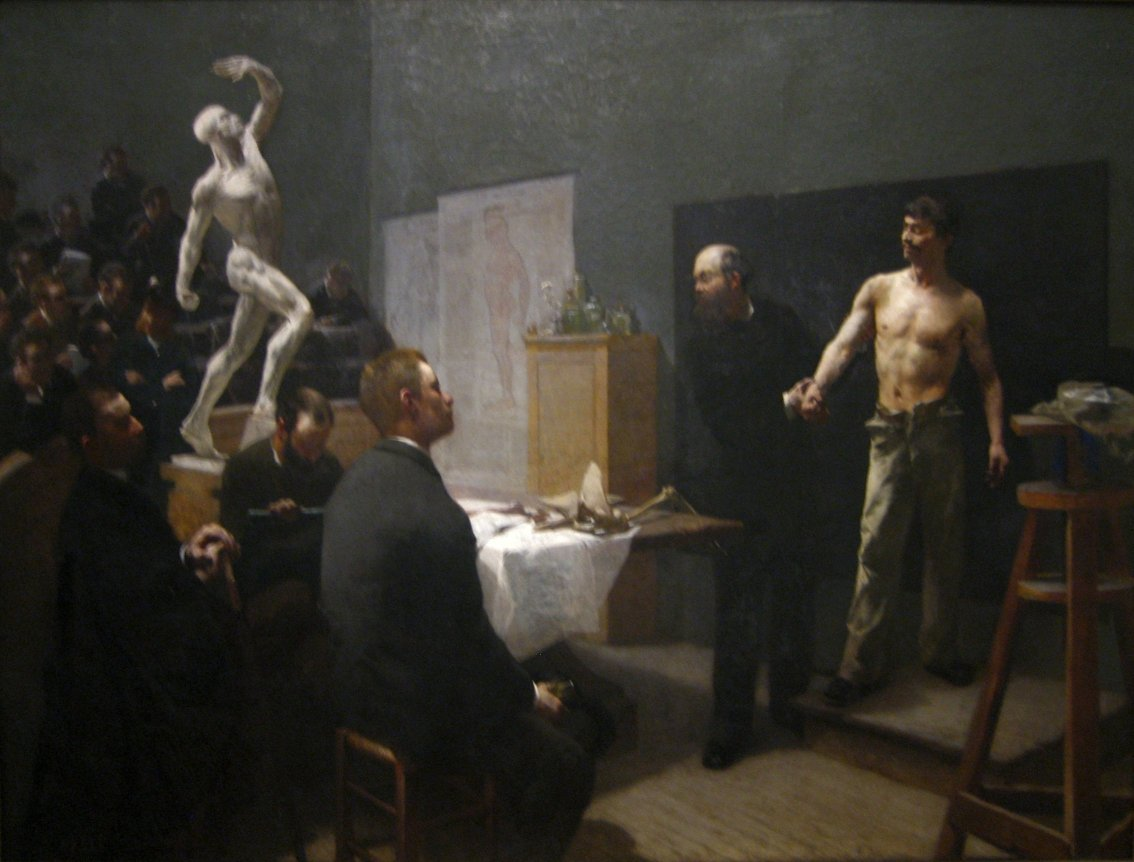
François Sallé La Classe d'anatomie de l'École des Beaux Arts (1888)
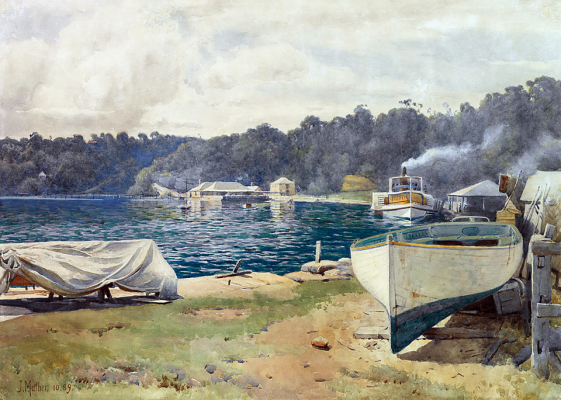
John Mather, Mosmans Bay (1889)
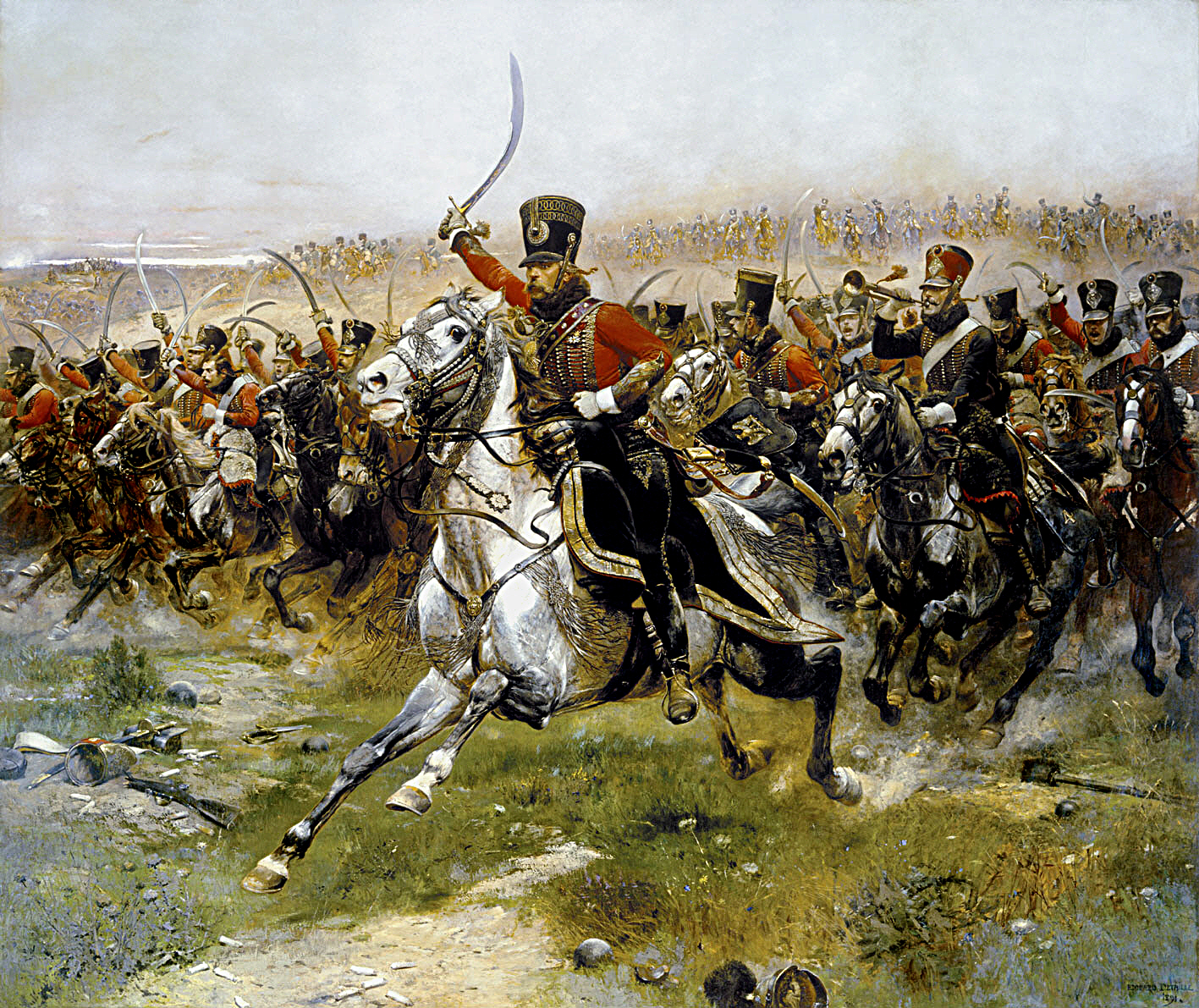
Édouard Detaille Vive l'Empereur (1891)
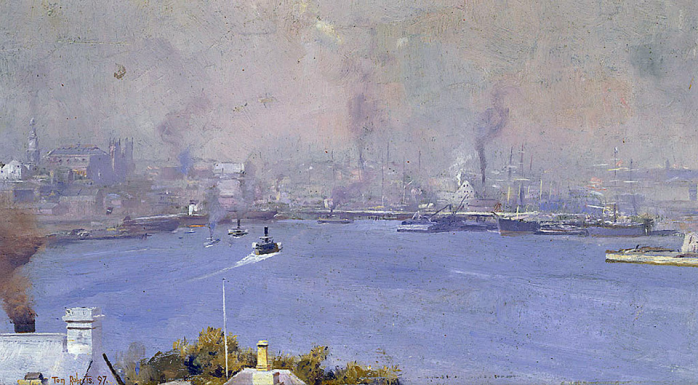
Tom Roberts, Sydney Harbour From Milsons Point (1897)
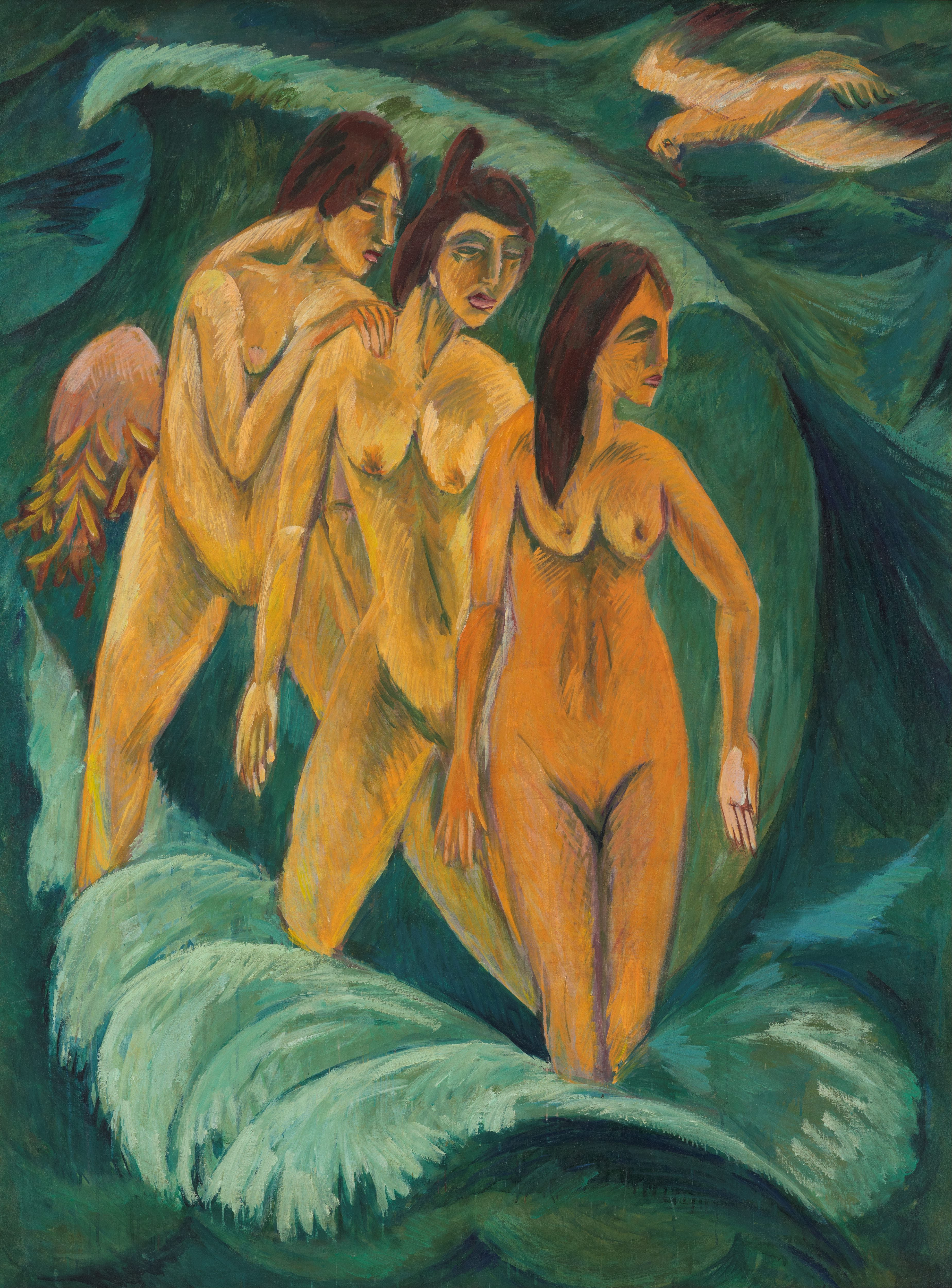
Ernst Ludwig Kirchner, Drei Badende (Trois baigneuses) (1913)
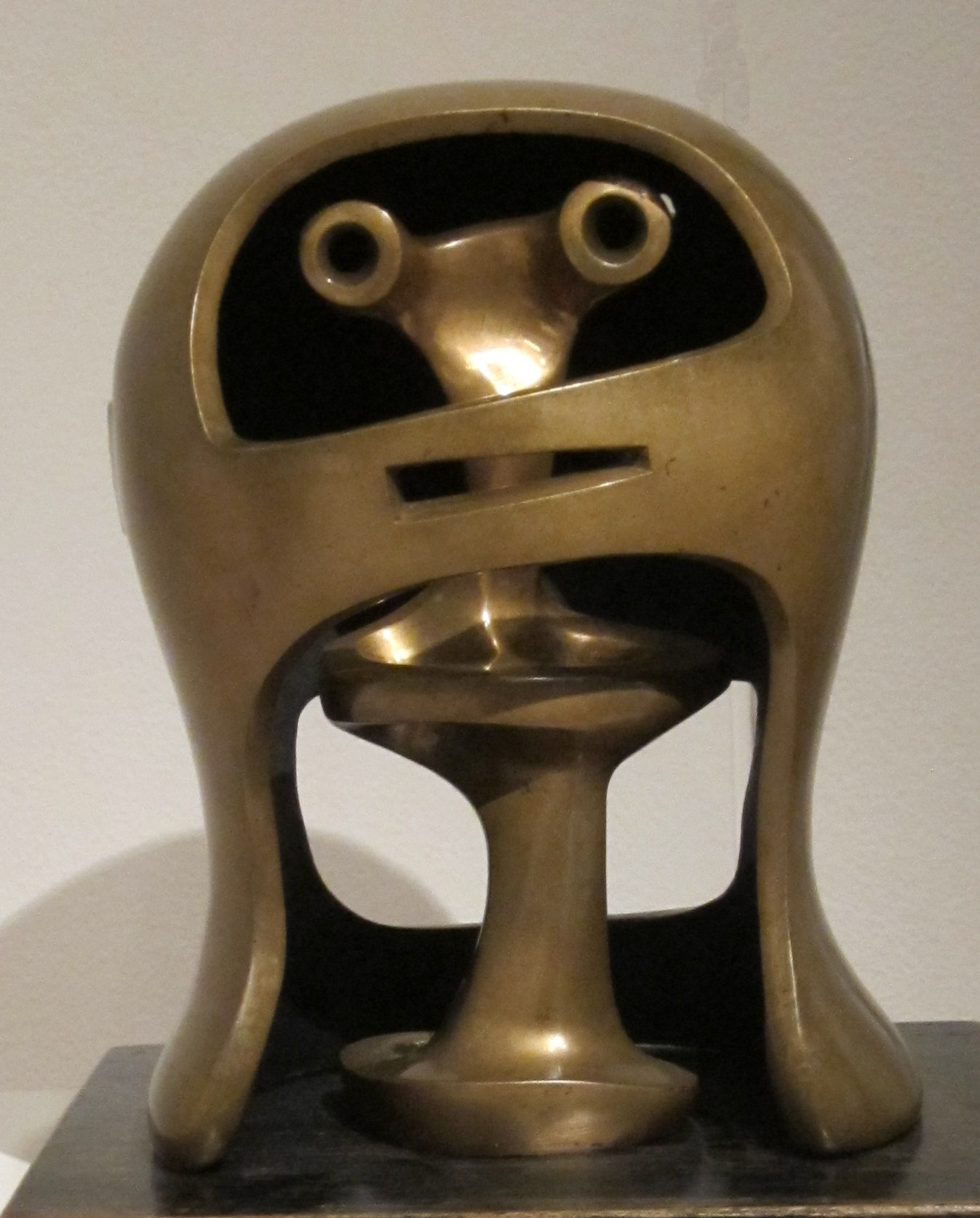
Henry Moore, Helmet Head No. 2 (1955)